# Radôstka
Radôstka (maďarsky Radoska) je obec v severozápadním Slovensku v Žilinském kraji a okrese Čadca v pohoří Kysucká vrchovina. Žije zde 819 obyvatel.

## Historie
První písemná zmínka o obci pochází z roku 1640.

## Další informace
- Rozhledna na Bobovci